# Фрањо Гартнер
Фрањо „Франц“ Гартнер (Железники 1906 — Лјублјана 1992) бивши је југословенски бициклистички репрезентативац, специјалиста за друмски бициклизам.
Учествовао је на Летњим олимпијским играма 1936. у Берлину и такмичио се поједниначно и екипно у друмској трци. У појединачној трци на 100 км делио је 16. место од 100 учесника. Екипа се такмичила у саставу: Аугуст Просеник, Фрањо Гартнер, Иван Валант и Јосип Покупец. Трку су завршили са неознатим пласманом између 5. и 20. места
На првенствима Југославије у друмском бициклизму 1933. и 1936. заузео је треће место.
Учествовао је и у првој трци Кроз Југославију ( која се тада звала Кроз Хрватску и Словенију) на 510 км у 3 етапе и опет био трећи.